# Волфсхайм
Wolfsheim (Волфсхайм) е немска синтпоп/даркуейв група.

## История
Wolfsheim е създадена през 1987 от Маркус Райнхард и Помпейо Рикарди в Хамбург. Името на групата е вдъхновено от името на Мейер Волфсхайм, герой от романа на Франсис Скот Фицджералд „Великият Гетсби“. Братът на Маркус Оливер се присъединява към състава малко по-късно. Скоро след записването на първата демо касета Рикарди напуска групата и е почти моментално заместен от Петер Хепнер. Оливер Райнхард напуска формацията още преди да са издали каквото и да е официално, оставяйки Wolfsheim дуо.
Хепнер и Райнхард записват две демо касети и ги разпращат на множество звукозаписни компании, но отвсякъде получават отказ. Едва през 1990 двамата са забелязани от независимия лейбъл Strange Ways Records и скоро след това подписват договор за издаване. На следващата година е издаден първият сингъл „The Sparrows and The Nightingales“, който въпреки слабото промотиране успява да набере популярност в немската ъндърграунд сцена. През 1992 дуото издава дебютният си албум „No Happy View“, който с изключението на една песен е записан изцяло на английски език. Година по-късно излиза „Popkiller“. Февруари 1995 Wolfsheim издават компилацията „55578“, съдържаща неиздавани демо записи, ремикси и преработени версии на вече издавани парчета. Албумът се задържа 5 седмици в Немската класация за Алтернативни албуми. Февруари 1996 албумът „Dreaming Apes“ е официално издаден и успява да се изкачи до 91 място на Немската класация за албуми. Първото самостоятелно турне на дуото е през май 1996, по време на което е записан Hamburg Rom Wolfsheim (издаден октомври 1997).
Wolfsheim добиват популярност след като през 1998 Хепнер записва съвместно с Йоахим Вит песента „Die Flut“. Сингълът достига втора позиция в Немската класация за песни. Февруари 1999 излиза четвъртият студиен албум „Spectators“, който достига второ място в Немската класация за албуми. Отзвукът от успеха им осигурява участия на множество фестивали, сред които Rock am Ring, Rock im Park, Bizzare Festival и Wave-Gotik-Treffen. Докато промотират новия си албум дуото изнася първия си концерт извън Германия – в Белгия на фестивала Eurock.
През 2001 Хепнер осигурява вокалите към песента „Dream of You“ на Schiller, която се превръща в една от най-пусканите по MTV Германия песни за съответната година. Песента се представя повече от задоволително в класациите и помага за популяризирането и на двата музикални проекта. Пак през 2001 дуото подписва договор с компанията Metropolis Records, която да ги издава в Щатите. Скоро след това „Spectators“ се появява на американския пазар. Април 2002 излиза единственият дотогава DVD диск на групата „Kompendium“, който включва официални видеоклипове, записи на изпълнения на живо и интервю с членовете.
Петият и последен албум на Wolfsheim „Casting Shadows“ е издаден през март 2003. Сингълът „Kein Züruck“ излиза месец по-рано и достига 4-та позиция в Немската класация за сингли, в която успява да се задържи цели 10 седмици. Самият албум достига първо място в Немската класация за албуми, превръщайки го в най-успешния запис на групата. В периода март – април 2004 дуото е на първото си и единствено турне в САЩ.
На 17 януари 2008 на официалната уеб страница на групата е обявено разпадането на Wolfsheim. Като основна причина са посочени разногласия между Хепнер и Райнхард касаещи бъдещето на проекта. След успеха на Casting Shadows Хепнер се концентрира основно върху развиването на самостоятелна кариера, което възпрепятсва всички опити на Райнхард да запише каквито и да е повече песни под името Wolfsheim. Достига се дотам, че още преди да се стигне до официалното разпадане на групата двамата завършват в съда един срещу друг. Райнхард подава съдебен иск срещу Хепнер за нарушаване на писмено споразумение, но след 3 години преразглеждания на делото искът е отхвърлен като несъстоятелен.

## Дискография

### Албуми
- „No Happy View“ (1992) Strange Ways Records
- „Popkiller“ (1993) Strange Ways Records
- „55578“ (1995) Strange Ways Records (компилация)
- „Dreaming Apes“ (1996) Strange Ways Records
- „Hamburg Rom Wolfsheim“ (1997) Strange Ways Records (албум с изпълнения на живо)
- „Spectators“ (1999) Strange Ways Records
- „Casting Shadows“ (2003) Strange Ways Records

### Сингли
- The Sparrows and The Nightingales (1991) Strange Ways Records
- „It's Not Too Late (Don't Sorrow)“ (1992) Strange Ways Records
- Thunderheart (1992) Strange Ways Records
- Now I Fall (1993) Strange Ways Records
- Elias (1994) Strange Ways Records
- Closer Still (1995) Strange Ways Records
- A New Starsystem Has Been Explored (1996) Strange Ways Records
- Once in a Lifetime (1998) Strange Ways Records
- „It's Hurting for the First Time“ (1998) Strange Ways Records
- „Künstliche Welten“ (1999) Strange Ways Records
- Sleep Somehow (1999) Strange Ways Records (vinyl only)
- „Kein Zurück“ (2003) Strange Ways Records
- „Find You're Gone“ (2003) Strange Ways Records
- Blind 2004 (2004) Strange Ways Records